# Raimon de Castelnou
Raimon de Castelnou va ser un escriptor i trobador occità de la segona meitat del segle XIII. Va escriure cinc cançons (cançons d'amor) i un tractat de doctrina i ètica catòlica. Hi ha un sirventès que se li atribueix en alguns manuscrits, però la seva atribució és discutida.
El tractat de Raimon, el Doctrinal, conté 400 versos dividits en 14 laisses rimades. Va ser transmès independentment de la seva poesia lírica i es troba en dos manuscrits: British Museum, Harley 7403 i Biblioteca Medicea Laurenziana, Ashburnham 40b. Raimon s'hi descriu a si mateix com un pobre cavaller que va abandonar el "cant sense valor" sota la influència d'uns bons clergues. La doctrinal tracta sobretot dels sagraments, però també de l'ètica. Estava pensat per a un públic popular i per a la recitació pública.
L'autenticitat de l'atribució del sirventès a Raimon és argumentada per Vicenç Beltrán. Es troba en tres cançoners medievals, però en altres tres s'atribueix a Peire Cardenal. Pot ser un contrafactum de Raimon d'un original de Peire, De selhs qu'avets el sirventes dich mal. Beltrán proposa que Raimon el va compondre cap al 1274–1275, quan Alfons X de Castella va viatjar a Bellcaire per trobar-se amb el papa Gregori X, que el va dissuadir de continuar amb la seva reclamació sobre el Sacre Imperi Romanogermànic. De l'autenticitat d'aquest sirventès, es dedueix que els patrons de Raimon foren els comtes Hug IV i Enric II de Rodez.
El 2023 es va descobrir un fragment del Cançoner de la Catedral de Barcelona, on van aparèixer textos seus que ja figuraven en altres cançoners.

## Obres
- Les cançons es troben totes al cançoner C . Tot i que cadascun s'atribueix a R. de Castelnou, la taula de continguts dona erròniament el seu nom com Ymbert de Castelnou.[5]
  - Ar a ben dos ans passatz
  - Aras, puc ai luec e sazo
  - De servir a bon senhor
  - Entr'ir'et alegrier m'estau
  - Ges, si tot és tan suau
- El sirventès s'atribueix a Raimon als cançoners C, R i a 1; a Peire explícitament en D b i M i implícitament en T ; a Daipol (potser Guilhem d'Autpol) en f ; i és anònim en Y.[3]
  - Mon chantar voill retrair'al cominal
- Doctrinal, l'incipit del qual és E.nom de Dieu lo Paire e de la Trinitat[5]

## Edicions
- Giannetti, Andrea, ed. Raimon de Castelnou: Canzoni e dottrinale . Biblioteca di filologia romanza, 33. Bari: Adriatica, 1988.